# Боевой разворот

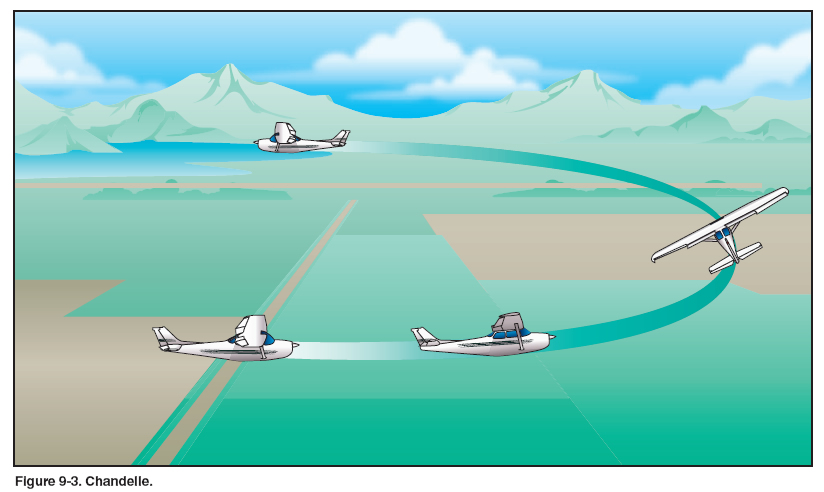
Схема разворота самолёта.

Разворот — один из видов маневрирования (пилотажа) летательного аппарата (ЛА, самолёта, вертолёта, беспилотного летательного аппарата и так далее).
Некоторые применяют словосочетание Боевой разворот. Для поворотов летательного аппарата вокруг продольной оси предназначены элероны, и они также создают крен самолёту, необходимый для разворота, и они же производят выравнивание самолёта, если он накреняется во время полёта. Также для управления креном летательного аппарата, в зависимости от его вида и типа, при развороте, могут применяться руль направления, спойлеры, газовые рули, изменяющийся вектор тяги двигателей, дифференциальное отклонение рулей высоты, изменение центра масс ЛА и прочие методы и их комбинации.

... Самолёты стремительно снижаются и, сделав разворот, ложатся на боевой курс. ....— Полковой комиссар О. Цехновицер, Ю. Зеньковский, «Краснознамённая Балтика в боях за Родину», Военмориздат, 1941 год.
Разворот в бою представляет собой быстрый разворот на 180° с набором высоты полёта. Применяется при необходимости быстро изменить направление полёта на 180° и одновременно набрать высоту. Набор высоты при выполнении боевого разворота производится в основном за счёт запаса кинетической энергии движения (запаса скорости).

... 15. Командирам авиачастей и авиасоединений непрерывно учить лётчиков искусству высшего пилотажа, особенно фигурам вертикального манёвра (иммельман, ранверсман, развороты, пикирование и т. д.). ...— Директива командующего 8-й воздушной армией № 0059 «Об итогах боевых действий авиации армии в Сталинградской операции и указания по её дальнейшему использованию», от 7 марта 1943 года.
Разворот бывает следующих видов и типов:
- левый разворот;
- правый разворот;
- плавный разворот;
- крутой разворот;
- пологий разворот[2];
- круговой разворот;
- и другие.

... Вращая ручки, напоминающие ручки радиоприемника, Чулков установил автопилот на снижение — и самолёт стал снижаться; на набор высоты — и самолёт стал набирать высоту; на разворот — и самолёт послушно вошёл в пологий разворот. Он установил автомат на компасный курс — и самолёт точно шёл по компасному курсу. ...— Александр Владимирович Козачинский, «Пилот и автомат», 1937 год.

Анимация разворота.
Развороты в зоне ожидания.